# On the Turntable
 (novembre 2023).
Si vous disposez d'ouvrages ou d'articles de référence ou si vous connaissez des sites web de qualité traitant du thème abordé ici, merci de compléter l'article en donnant les références utiles à sa vérifiabilité et en les liant à la section « Notes et références ».
Albums de Biz Markie
Biz's Baddest Beats
(1994) On the Turntable 2
(2000)
On the Turntable est une mixtape de Biz Markie, sortie le 25 août 1998. 

## Liste des titres
| No  | Titre                               | Durée |
| --- | ----------------------------------- | ----- |
| 1.  | My Automobile                       | 2:04  |
| 2.  | Which Way                           | 1:17  |
| 3.  | I Like It                           | 1:00  |
| 4.  | L.A. Jazz Song                      | 0:46  |
| 5.  | I'll Play the Blues for You         | 1:58  |
| 6.  | The 24 Carat Black Theme            | 0:54  |
| 7.  | Skin Valley Serenade                | 0:57  |
| 8.  | Nasty Soul                          | 2:23  |
| 9.  | Ghetto: Misfortune's Wealth         | 1:20  |
| 10. | I'll Never Grow Old                 | 2:31  |
| 11. | Do Me                               | 1:49  |
| 12. | Memphis B.K.                        | 1:49  |
| 13. | I'll Take You There                 | 2:38  |
| 14. | Mr. Big Stuff                       | 2:02  |
| 15. | Mama's Gone                         | 3:09  |
| 16. | Saginaw County Line                 | 1:50  |
| 17. | Do the Funky Penguin, Pt. 2         | 4:23  |
| 18. | I Don't See Me in Your Eyes Anymore | 2:38  |
| 19. | Sister Sanctified                   | 2:28  |
| 20. | All We Need Is Understanding        | 2:23  |
| 21. | Don't Send Me an Invitation         | 2:22  |
| 22. | Tramp                               | 3:23  |
| 23. | Aquarius                            | 0:52  |
| 24. | Free Your Mind                      | 2:31  |